# باد کونیش
شهر باد کونیش در ایالت هسن در کشور آلمان واقع شده است.